# Tiroteo escolar de Viertola
El tiroteo en el colegio de Viertola se produjo el 2 de abril de 2024 en el sitio de Jokiranta en Vantaa, Finlandia. El pistolero,Riku Nertamo, un estudiante de 12 años, disparó contra tres estudiantes de 12 años. Una de las víctimas murió y dos resultaron gravemente heridas.

## Tiroteo
La policía recibió una llamada sobre el tiroteo a las 09:08 am UTC+2, el tiroteo ocurrió en un salón de clases de la escuela de Viertola en el que un niño de 12 años disparó a tres de sus compañeros y huyó del lugar. Más tarde, la policía encontró al sospechoso en el barrio de Siltamäki, en el norte de Helsinki, quien fue puesto bajo custodia policial a las 09:58 am 
De las tres víctimas, uno era un niño y las otras dos eran niñas. El niño murió inmediatamente después de recibir un disparo. Una de las niñas tiene doble ciudadanía finlandesa y kosovar .
Después de salir de la escuela, el sospechoso también amenazó a tres estudiantes de la escuela con su arma, mientras los tres se dirigían a su escuela.
El arma utilizada tenía licencia de un familiar cercano. La policía afirmó que el motivo del perpetrador fue la intimidación. Y le informó que el sospechoso había confesado a la policía y tenía antecedentes de haber sido intimidado en la escuela.

## Respuesta
La policía está investigando el incidente como un asesinato y dos intentos de asesinato, así como una amenaza ilegal. El propietario legal del arma utilizada por el tirador está siendo investigado por un delito de armas de fuego.
El día del tiroteo, la ministra del Interior, Mari Rantanen, escribió en X : "El día empezó de forma horrible. Ha habido un tiroteo en la escuela Viertola de Vantaa. Sólo puedo imaginar el dolor y la preocupación que sienten muchas familias". Estamos experimentando en este momento. El presunto autor ha sido capturado." 